# Charles Blacker Vignoles
Charles Blacker Vignoles (Woodbrook, 31 de mayo de 1793-Hythe, Inglaterra; 17 de noviembre de 1875) fue un ingeniero ferroviario británico, mundialmente conocido como el creador del carril Vignoles.

## Biografía
Nació en 1793 en Woodbrook, condado de Wexford (Irlanda). Se quedó huérfano muy joven y fue su abuelo, profesor de matemáticas de la real academia militar de Woolwich, quien se ocupó de él y le enseñó matemáticas y derecho. Ingresó en la Armada en 1814 y sirvió bajo el mando del Duque de Wellington, en Holanda, Canadá y América, donde examinó las áreas de Florida y Carolina del Sur.

### Ingeniero ferroviario
A mediados de 1820, Vignoles regresó a Gran Bretaña donde trabajó para el ingeniero James Walker, que estaba llevando a cabo los muelles de Londres.
En 1825, los hermanos Rennie le contrataron para inspeccionar el recorrido propuesto del Ferrocarril de Londres y Brighton, así como los estudios iniciales para el Ferrocarril de Liverpool y Mánchester, este último después del rechazo del Parlamento al esquema inicial de George Stephenson.
Vignoles se mudó con su familia a Liverpool durante los siguientes quince años. La combinación de su experiencia en topografía y su formación inicial en derecho le permitió presentar claramente el caso de nuevas líneas en el Parlamento. Tras la aceptación del proyecto de ley revisado para el Ferrocarril de Liverpool y Mánchester, su pericia en este tipo de tramitaciones continuó proporcionándole numerosos trabajos.
Pero, la junta directiva del Ferrocarril de Liverpool y Mánchester no pudo llegar a un acuerdo con los Rennie, de forma que George Stephenson se hizo cargo del proyecto. Vignoles dimitió en febrero de 1827 tras un desacuerdo sobre las medidas del túnel de Wapping con Stephenson, quien de todos modos desconfiaba de los ingenieros civiles.
En 1826, Marc Brunel le ofreció un puesto como ingeniero residente para el túnel del Támesis, pero lo retiró a favor de su hijo Isambard Kingdom Brunel. Vignoles continuó como ingeniero de dos ferrocarriles de conexión: el del Ramal de Wigan (1832) y el de St Helens y Runcorn (1833). Este último fue uno de los primeros casos en los que dos líneas en conflicto utilizaron un puente en lugar de cruzarse a nivel.
Su experiencia le condujo a proyectos más grandes, incluyendo nuevos ferrocarriles en Irlanda que entonces era parte del Reino Unido. Entre ellos destacan:
- Ferrocarril entre Dublín y Kingstown (1832-34)
- Ferrocarril entre Sheffield y Kingstown (1835-40)
- Ferrocarril entre Seffield y Mánchester, con el túnel de Woodhead. Vignoles dimitió como ingeniero antes del comienzo de las obras al no llegar a acuerdos económicos.
- Ferrocarril de Londres, Chatham y Dover (1855-64)

Desde los años 1840 en adelante trabajó en Europa:
- Aconsejó la planificación de la línea del Reino de Wurtemberg, Imperio Alemán —actual estado de Baden-Wurtemberg, Alemania— en 1843.
- Construcción del puente de Kiev, Imperio Ruso —actual Ucrania— sobre el río Dniéper entre 1847 y 1853. Posee cuatro arcos principales, con una longitud de media milla, que lo convirtió en aquel momento en el más grande de su clase en Europa.
- Entre 1857 y 1864 fue el ingeniero jefe de la Compañía del Ferrocarril de Tudela a Bilbao en España. Además diseñó la Estación de Miranda de Ebro.

## Carril Vignoles
En 1836 sugirió el uso, en la línea entre Londres y Croydon, de un raíl de fondo plano inventado por el americano R.L.Stevens en 1830 —pero fabricado en las acerías británicas—. Su nombre ha quedado asociado a este tipo de carril, el carril Vignoles. Hoy en día es el modelo de carril estándar en todo el mundo.

## Otros datos
- Fue profesor de la University College de Londres entre 1841 y 1843; allí publicó el libro Observaciones en Florida (1823, con un valioso mapa).

- Se convirtió en miembro del Instituto de Ingeniería Civil en 1827. En 1841 ascendió a ser el primer profesor de ingeniería civil de la Universidad College y en 1855 fue elegido como Compañero de la Sociedad Real. Charles Blacker Vignoles fue elegido el 15.º presidente del Instituto de Ingeniería Civil en 1869